# Народна об'єднана партія Белізу
Народна об'єднана партія Белізу (НОП, англ. People's United Party) — християнсько-демократична партія Белізу, що перебувала при владі у 1998–2008 роках. Заснована 1950 року Джорджем Прайсом, творцем незалежності країни. Первинно виступала за конституційні реформи, зокрема, за надання виборчих прав усьому дорослому населенню Британського Гондурасу. Вже на виборах 1954 року НОП здобула 8 з 9 місць у Законодавчих зборах. В ході подальших конституційних реформ лідер НОП Джордж Прайс 1961 року зайняв пост першого міністра колонії.

## Періоди перебування при владі
- 1981–1984: після набуття Британським Гондурасом незалежності від Великої Британії першим прем'єром Белізу став засновник НОП Джордж Прайс;
- 1989–1993: другий прем'єрський термін Джорджа Прайса;
- 1998–2008: Беліз очолює нове керівництво НОП на чолі з Саїдом Мусою.

На парламентських виборах 5 березня 2003 року партія здобула 22 з 29 місць у Палаті представників, нижній палаті Національних зборів Белізу. На початку 2004 року втратила одне місце в результаті довиборів після смерті одного зі своїх депутатів. Лідер партії Саїд Муса з 1998 до 2008 був прем'єр-міністром Белізу. 2008 року партія отримала лише 6 місць із 31 в парламенті.